# Copa Latina 1957
La Copa Latina de 1957 fue la octava y última edición de la Copa Latina, un torneo de fútbol organizado por las federaciones nacionales de España (RFEF) —promotora del evento—, Italia (FIGC), Francia (FFF), Portugal (FPF) y avalado por la FIFA para designar a la mejor asociación y club del sur de Europa.
El equipo vencedor de esta octava edición fue el local Real Madrid Club de Fútbol tras vencer al Sport Lisboa e Benfica por un gol a cero. En esta séptima edición se anotaron un total de 15 goles en 4 partidos arrojando una media de 3,75 goles por encuentro.
En el que era la cuarta edición de un nuevo ciclo, España sumó doce puntos por once de Italia, nueve Francia y ocho de Portugal.

## Desarrollo
Se llegó a la edición de 1957, que le tocaba organizar a España, y que cerraba el ciclo. De nuevo el «Real Madrid C. F. de Di Stéfano», reforzado con el francés Raymond Kopa del Stade de Reims fue el representante ibérico tras vencer el campeonato liguero, llegando de proclamarse campeón absoluto de Europa nuevamente al conquistar su segunda Copa de Europa.

### Participantes
El Association Sportive de Saint-Étienne debutaba en la competición.
Nota: Nombres y banderas de clubes según la época.
| Equipos participantes                                                                                             | |
| Semifinales | (Condición) |
| Real Madrid Club de Fútbol Sport Lisboa e Benfica Associazione Calcio Milan Association Sportive de Saint-Étienne | Campeón de España (Primera División 1956-57) Campeón de Portugal (Primeira Divisão 1956-57) Campeón de Italia (Serie A 1956-57) Campeón de Francia (Division 1 1956-57) |

## Fase final

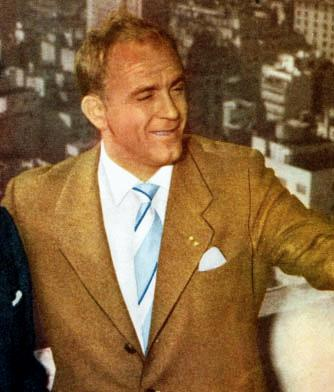
El argentino Alfredo Di Stéfano marcó el gol con el que el Real Madrid Club de Fútbol derrotó al Sport Lisboa e Benfica en la final.

Sucedió lo mismo de la Copa de Europa con la Copa Latina, el Real Madrid, en su propio estadio, derrotó por 5-1 a la A. C. Milan y por 1-0 al S. L. Benfica. La Association Sportive de Saint-Étienne finalizó cuarta para sumar un punto para Francia que terminó el ciclo con 9 y una victoria final, por delante de los 8 de los portugueses que se quedaron sin lograrla. Vencedora fue nuevamente la Federación Española con 12 puntos y dos finales vencidas por delante de la conseguida por Italia y sus 11 puntos.
Tras este último torneo se decidió no continuar debido a la magnitud y repercusión que estaba adquiriendo la Copa de Europa —que cada edición sumaba más participantes y que contaba con el reconocimiento de la UEFA—, además de aligerar así un ya cargado calendario de partidos.

## Partidos
Real Madrid 5-1 en Milán. Di Stéfano a Gento. 1 a 0. Ricagni a Cucchiaroni. 1 a 1. Di Stéfano a Gento 2 a 1. Rial a Di Stéfano. 3 a 1. Di Stéfano para Iglesias Fernández. 4 a 1. Gento en jugada individual. 5 a 1. Benfica 1 a 0 contra el Saint-Étienne. Calado en un tiro de larga distancia.
Por el tercer puesto, Milán 4 a 3 Saint-Étienne. Wicart en una obra individual. 0 a 1. Cucchiaroni a Ricagni. 1 a 1. Ricagni a Mariani. 2 a 1. Bredesen atrapa el rebote del disparo de Ricagni. 3 a 1. Mekhloufi 3 a 2. N'Jo Léa 3 a 3. Ricagni por Liedholm. 4 a 3. En la final, Real Madrid 1 a 0 Benfica. Rial para Di Stefano.

### Eliminatorias
|  | Semifinales          | Semifinales          |   |                      | Final                | Final |  |
|  |                      |                      |   |                      |                      |       |  |
|  |                      |                      |   |                      |                      |       |  |
|  | 20 de junio (Madrid) |                      |   |                      |                      |       |  |
|  | Real Madrid C. F.    | 5                    |   |                      |                      |       |  |
|  | A. C. Milan          | 1                    |   |                      |                      |       |  |
|  |                      |                      |   |                      |                      |       |  |
|  |                      |                      |   |                      | 23 de junio (Madrid) |       |  |
|  |                      |                      |   |                      | Real Madrid C. F.    | 1     |  |
|  |                      | S. L. Benfica        | 0 |                      |                      |       |  |
|  |                      |                      |   |                      |                      |       |  |
|  |                      |                      |   |                      |                      |       |  |
|  |                      |                      |   |                      | Tercer lugar         |       |  |
|  | 20 de junio (Madrid) | 20 de junio (Madrid) |   | 23 de junio (Madrid) | 23 de junio (Madrid) |       |  |
|  | S. L. Benfica        | 1                    |   | A. C. Milan          | 4                    |       |  |
|  | A. S. Saint-Étienne  | 0                    |   |                      | A. S. Saint-Étienne  | 3     |  |

#### Semifinales
| 20 de junio de 1957 | Real Madrid C. F.                                           | 5:1 (1:1) | A. C. Milan     | Estadio Santiago Bernabéu, Madrid |                             |
|                     | Gento 20' 47' 85' · Di Stéfano 50' · Iglesias Fernández 83' | Reporte   | 30' Cucchiaroni | Árbitro(s): Marcel Lequesne       | Árbitro(s): Marcel Lequesne |

| 20 de junio de 1957 | S. L. Benfica | 1:0 (1:0) | A. S. Saint-Étienne | Estadio Santiago Bernabéu, Madrid   |                                     |
|                     | Calado 17'    | Reporte   |                     | Árbitro(s): Daniel Zariquiegui Izco | Árbitro(s): Daniel Zariquiegui Izco |

#### Tercer puesto
| 23 de junio de 1957 | A. C. Milan                                             | 4:3 (2:1) | A. S. Saint-Étienne                      | Estadio Santiago Bernabéu, Madrid    |                                      |
|                     | Ricagni 18' · Mariani 42' · Bredesen 70' · Liedholm 88' | Reporte   | 9' Wicart · 78' Mekhloufi · 85' N'Jo Léa | Árbitro(s): Fernandes Joaquim Campos | Árbitro(s): Fernandes Joaquim Campos |

#### Final
|    | POR | Juan Alonso             |  |
|    | DEF | Marquitos               |  |
|    | DEF | Rafael Lesmes           |  |
|    | DEF | Manuel Torres Pastor    |  |
|    | MED | Miguel Muñoz            |  |
|    | MED | Antonio Ruiz Cervilla   |  |
|    | MED | José Iglesias Fernández |  |
|    | DEL | Héctor Rial             |  |
|    | DEL | Paco Gento              |  |
|    | DEL | Alfredo Di Stéfano      |  |
|    | DEL | Raymond Kopa            |  |
|    |     |                         |  |
| DT | DT  | José Villalonga         |  |

|    | POR | José de Bastos         |  |
|    | DEF | Ângelo Martins         |  |
|    | DEF | Manuel Francisco Serra |  |
|    | MED | José Gouveia Martins   |  |
|    | MED | Alfredo Abrantes       |  |
|    | MED | Mário Coluna           |  |
|    | MED | Fernando Caiado        |  |
|    | MED | Francisco Calado       |  |
|    | DEL | Domiciano Cavém        |  |
|    | DEL | Francisco Palmeiro     |  |
|    | DEL | José Águas             |  |
|    |     |                        |  |
| DT | DT  | Otto Glória            |  |

|  | 50' | Alfredo Di Stéfano | 1-0 |

| Expulsado | 52' | José Gouveia Martins |

| Árbitro | Marcel Lequesne Reporte |

|    | POR | Juan Alonso             |  |
|    | DEF | Marquitos               |  |
|    | DEF | Rafael Lesmes           |  |
|    | DEF | Manuel Torres Pastor    |  |
|    | MED | Miguel Muñoz            |  |
|    | MED | Antonio Ruiz Cervilla   |  |
|    | MED | José Iglesias Fernández |  |
|    | DEL | Héctor Rial             |  |
|    | DEL | Paco Gento              |  |
|    | DEL | Alfredo Di Stéfano      |  |
|    | DEL | Raymond Kopa            |  |
|    |     |                         |  |
| DT | DT  | José Villalonga         |  |

|    | POR | José de Bastos         |  |
|    | DEF | Ângelo Martins         |  |
|    | DEF | Manuel Francisco Serra |  |
|    | MED | José Gouveia Martins   |  |
|    | MED | Alfredo Abrantes       |  |
|    | MED | Mário Coluna           |  |
|    | MED | Fernando Caiado        |  |
|    | MED | Francisco Calado       |  |
|    | DEL | Domiciano Cavém        |  |
|    | DEL | Francisco Palmeiro     |  |
|    | DEL | José Águas             |  |
|    |     |                        |  |
| DT | DT  | Otto Glória            |  |

|  | 50' | Alfredo Di Stéfano | 1-0 |

| Expulsado | 52' | José Gouveia Martins |

| Árbitro | Marcel Lequesne Reporte |

|                                             |
| Bandera de España                           |
| Campeón REAL MADRID C. F. (RFEF) 2.º título |

## Estadísticas

### Máximos goleadores

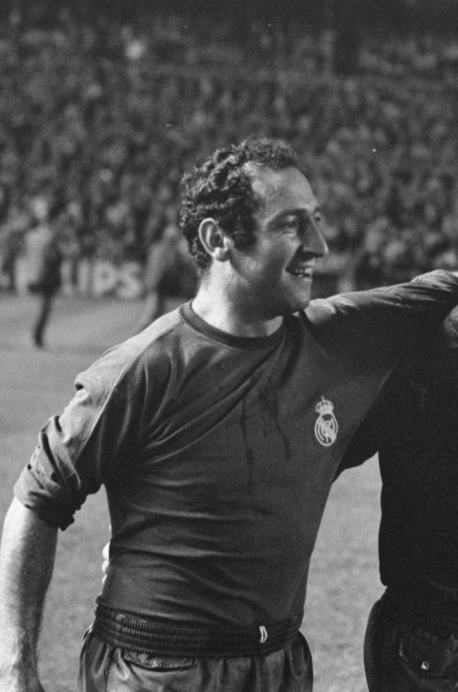
El español Paco Gento, fue el máximo goleador con tres goles.

| Jugador                 | Club                       | Goles | PJ |
| ----------------------- | -------------------------- | ----- | -- |
| Paco Gento              | Real Madrid Club de Fútbol | 3     | 2  |
| Alfredo Di Stéfano      | Real Madrid Club de Fútbol | 2     | 2  |
| Amos Mariani            | Associazione Calcio Milan  | 1     | 1  |
| Per Bredesen            | Associazione Calcio Milan  | 1     | 2  |
| Francisco Calado        | Sport Lisboa e Benfica     | 1     | 2  |
| Ernesto Cucchiaroni     | Associazione Calcio Milan  | 1     | 2  |
| José Iglesias Fernández | Real Madrid Club de Fútbol | 1     | 2  |
| Nils Liedholm           | Associazione Calcio Milan  | 1     | 2  |
| Rachid Mekhloufi        | Saint-Étienne              | 1     | 2  |
| Eugène N'Jo Léa         | Saint-Étienne              | 1     | 2  |
| Eduardo Ricagni         | Associazione Calcio Milan  | 1     | 2  |
| François Wicart         | Saint-Étienne              | 1     | 2  |

## Máximos Asistentes
3 asistencias
- Alfredo Di Stéfano
- Eduardo Ricagni

2 asistencias
- Héctor Rial

1 Asistencia
- Ernesto Cucchiaroni